# 十字形墓室
十字形墓室在世界各地的古蹟都有發現。具體來說，十字形墓室的具體形狀，是墓室的入口處較長，而深入到墓室裡，分成左、右和後三個墓室，就好像十字架的形狀一樣。
考古學家指，墓室設計成十字形，是與古代民族對生殖器的崇拜的痕跡。他們以英國所發現的古墓為例，認為墓室入口的甬道象徵女性的陰道，陰道盡頭的後墓室象徵子宮，而兩邊的耳室則代表卵巢。而墓室的入口通常都留有一小孔，讓冬至時的陽光可以透過小孔直接後墓室的深處。這種架構，是古人對來世生命的期盼的一種表現。